# Gmund am Tegernsee
Gmund am Tegernsee är en kommun i Landkreis Miesbach i det tyska förbundslandet Bayern. Gmund am Tegernsee, som är beläget vid Tegernsee, har cirka 6 100 invånare.